# Penya Riscle
La Penya Riscle és una muntanya de 308 metres que es troba entre els municipis d'Olivella i de Sitges, a la comarca del Garraf.
Al cim s'hi troba un vèrtex geodèsic (referència 281132001).